# Jef Dorpmans

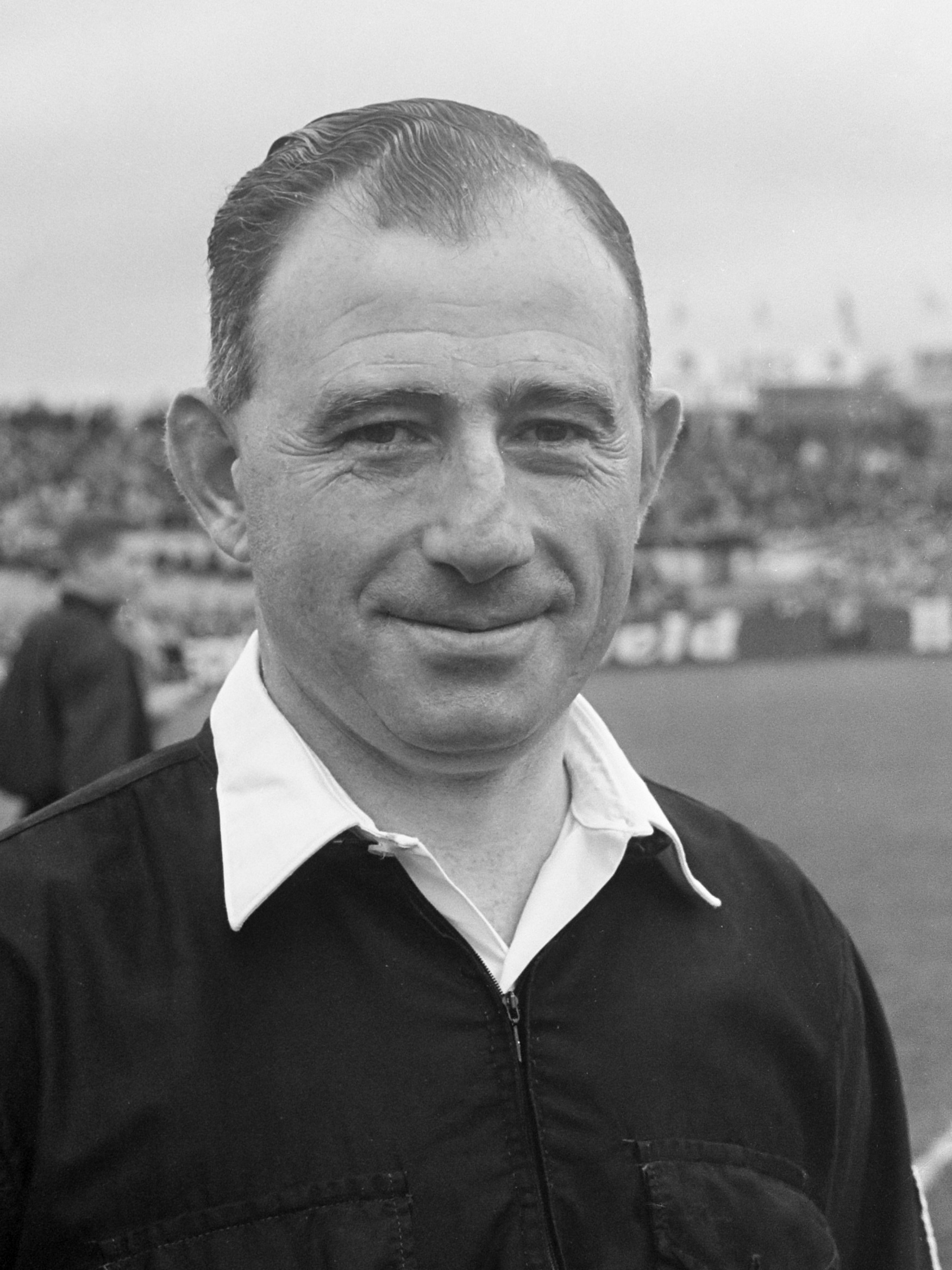
Jef Dorpmans (1966)

Joseph Franciscus Dorpmans (Arnhem, 6 juli 1925 – aldaar, 28 februari 2014) was een Nederlandse voetballer en later internationaal scheidsrechter bij het voetbal.
Als voetballer debuteerde hij als aanvaller in 1941, op slechts zestienjarige leeftijd, in het eerste elftal van Vitesse. Dorpmans stond erom bekend dat hij niet graag trainde. Hij verdween uiteindelijk na het seizoen 1950/'51 uit de selectie.
Dorpmans besloot na zijn voetballoopbaan aan de slag te gaan als scheidsrechter. In 1957 maakte hij zijn professionele debuut. Dorpmans is vooral bekend van het Europa Cup I-duel in het seizoen 1971/72 tussen Borussia Mönchengladbach en Inter Milaan waar Roberto Boninsegna, de spits van de Italiaanse landskampioen, door een blikje tegen het hoofd getroffen zou zijn. Als gevolg werd de eerder met 7-1 door de Duitse club gewonnen wedstrijd overgespeeld en toen werd de uitslag 0-0. De wedstrijd in Milaan, die tussen de 7-1 en de 0-0 werd gespeeld, wonnen de Italianen met 4-2. Het colablikje nam de Arnhemmer mee naar huis, waar het decennialang is gebleven. Later stond Dorpmans het af aan het Home of History van Vitesse in stadion GelreDome, vanwaar in juni 2012 het blikje naar Borussia Mönchengladbach verhuisde. Dorpmans overhandigde het corpus delicti hoogstpersoonlijk aan een vertegenwoordiger van de Duitse club.
In 1972 stopte Dorpmans als scheidsrechter.